# Амитов, Умурзак
Умурзак Амитов (род. 1928, Бурунское, Чечено-Ингушская АССР) — старший чабан племенного овцеводческого совхоза «Шелковский», Герой Социалистического Труда.

## Биография
Ногаец. Родился в селе Бурунское (ныне Шелковской район Чечни) в семье крестьянина. С детства помогал взрослым пасти общественный скот. Затем работал чабаном в совхозе №6 Шелковского района. За высокие производственные показатели в 4-й пятилетке Амитов был награждён орденом Трудового Красного Знамени.
Возглавляемая им бригада из года в год повышала качество и производительность своего труда и постоянно конкурировала с бригадой другого передовика Наурды Эсмухамбетова. По итогам семилетки бригада Амитова вышла победителем социалистического соревнования среди овцеводов Чечено-Ингушетии.
22 марта 1966 года за достигнутые трудовые успехи Амитову было присвоено звание Героя Социалистического Труда с вручением ордена Ленина.
В 1986 году Амитов стал пенсионером союзного значения. Став пенсионером проживал в родном селе. Дата смерти неизвестна.
Именем Амитова названа улица в его родном селе.